# NGC 3470
NGC 3470 is een spiraalvormig sterrenstelsel in het sterrenbeeld Grote Beer. Het hemelobject werd op 9 april 1793 ontdekt door de Duits-Britse astronoom William Herschel.

## Synoniemen
- UGC 6060
- MCG 10-16-38
- ZWG 291.16
- KCPG 259A
- PGC 33040